# Вайнбах
Вайнбах (нім. Weinbach) — громада в Німеччині, знаходиться в землі Гессен. Підпорядковується адміністративному округу Гіссен. Входить до складу району Лімбург-Вайльбург.
Площа — 37,65 км2. Населення становить 4242 ос. (станом на 31 грудня 2020).